# Äkräs
Äkräs conosciuto anche come Ägräs oppure Ägröi od anche Äyräs nella mitologia finlandese e come Egres oppure Pyhä Äkräs nella mitologia careliana è considerato una divinità della fertilità delle colture ed è il dio delle rape.

## Tradizione orale
Nel folclore si parla della divinità come un protettore della semina e dei raccolti anche dopo l'arrivo e la diffusione della patata, un tubero proveniente dalle Americhe e che giunse nelle zone baltiche e scandinave nel XVI secolo e di cui ad alcune qualità furono dati i nomi della stessa divinità (äkräs, äkröi ja pyhä-äkräs) e poiché la pianta della patata produce più tuberi sotto lo stesso cespuglio l'idea della fertilità della divinità fu anche associata ai gemelli.

## Letteratura
Nel Dauidin Psalttari di Michele Agricola del 1551 Egres è descritto come colui che da i piselli, fagioli, rape, cavoli, lino e canapa ed anche se Agricola lo menziona come una divinità careliana la stessa divinità è nota è anche in Finlandia occidentale con il nome di Äyräs.
Sigfridus Aronus Forsius nella versione poetica e latina dell'elenco di Agricola cita Egres come colui che ha dato lino, fagioli e rape.